# Feldbrunnen-St. Niklaus
Feldbrunnen-Sankt Niklaus (im lokalen Dialekt Fäudbrunne-Sankt Niklaus) ist eine politische Gemeinde im Bezirk Lebern des Kantons Solothurn in der Schweiz.

## Geographie
Feldbrunnen-Sankt Niklaus liegt auf 452 m ü. M., 2 km nordöstlich des Kantonshauptortes Solothurn (Luftlinie). Die Gemeinde erstreckt sich auf einer Terrasse nördlich der Aare, am Jurasüdfuss östlich des Verenabaches, im Solothurner Mittelland.
Die Fläche des 2,5 km² grossen Gemeindegebiets umfasst einen Abschnitt des Solothurner Mittellandes. Die südliche Grenze verläuft entlang der Aare. Von hier reicht der Gemeindeboden nordwärts über die Schotterterrasse von Feldbrunnen, die im Westen vom Tälchen des Verenabaches begrenzt wird, und das Plateau des Spiessachers (485 m ü. M.) bis auf die angrenzenden Waldhöhen der Verenakette. Diese Kette bildet eine kleine, der Weissensteinkette vorgelagerte Jurafalte. Sie wird auf dem Gebiet von Feldbrunnen-Sankt Niklaus durch das Trockental des Chalchgrabens untergliedert. Auf dem Rehhubel (583 m ü. M.) und auf dem Moos werden mit 595 m ü. M. die höchsten Erhebungen der Gemeinde erreicht. Von der Gemeindefläche entfielen 1997 14 % auf Siedlungen, 46 % auf Wald und Gehölze, 39 % auf Landwirtschaft und etwas mehr als 1 % war unproduktives Land.
Die Gemeinde besteht aus den beiden Ortsteilen Feldbrunnen (454 m ü. M.) auf der Terrasse nördlich der Aare und Sankt Niklaus (466 m ü. M.) am Austritt des Verenabachs aus der Verenaschlucht. Nachbargemeinden von Feldbrunnen-Sankt Niklaus sind Solothurn, Rüttenen, Riedholz und Zuchwil.

## Bevölkerung
Mit 1027 Einwohnern (Stand 31. Dezember 2023) gehört Feldbrunnen-Sankt Niklaus zu den kleineren Gemeinden des Kantons Solothurn. Von den Bewohnern sind 96,3 % deutschsprachig, 1,1 % italienischsprachig und 0,8 % sprechen Französisch (Stand 2000). Die Bevölkerungszahl von Feldbrunnen-Sankt Niklaus belief sich 1850 auf 232 Einwohner, 1900 auf 275 Einwohner. Im Verlauf des 20. Jahrhunderts stieg die Bevölkerungszahl kontinuierlich an. Besonders seit 1990 (640 Einwohner) und 2006 (867 Einwohner) wurde ein deutliches Bevölkerungswachstum verzeichnet.

## Politik
- CVP: 1
- FDP: 5
- SVP: 1

Der Gemeinderat (Exekutive) besteht inklusive des Gemeindepräsidenten aus 7 Mitgliedern. Die Sitze verteilten sich dabei wie folgt:
| Partei                                                       | 2021–2025 | 2017–2021 | 2013–2017 | 2009–2013 |
| ------------------------------------------------------------ | --------- | --------- | --------- | --------- |
| FDP.Die Liberalen (bis 2009 Freisinnig-Demokratische Partei) | 5         | 4         | 4         | 3         |
| Sozialdemokratische Partei                                   | –         | 0         | 1         | 1         |
| Schweizerische Volkspartei                                   | 1         | 1         | 1         | 1         |
| Christlichdemokratische Volkspartei                          | 1         | 1         | 1         | 2         |
| Freie liberale Liste                                         | –         | 1         | –         | –         |

## Wirtschaft
Feldbrunnen-Sankt Niklaus war bis Mitte des 20. Jahrhunderts ein vorwiegend durch die Landwirtschaft geprägtes Dorf. Heute haben der Ackerbau und der Obstbau sowie die Viehzucht nur noch einen geringen Stellenwert in der Erwerbsstruktur der Bevölkerung. Weitere Arbeitsplätze sind im lokalen Kleingewerbe und im Dienstleistungssektor vorhanden, unter anderem in Betrieben der Informationstechnologie, des Baugewerbes und des Marketing. In den letzten Jahrzehnten hat sich das Dorf dank seiner attraktiven Lage zu einer Wohngemeinde entwickelt. Viele Erwerbstätige sind deshalb Wegpendler, die hauptsächlich in der Region Solothurn arbeiten. Feldbrunnen-Sankt Niklaus weist einen tiefen Steuersatz auf, was der Gemeinde in den Kantonen Solothurn und Bern einen Ruf als Steueroase eintrug.

## Verkehr

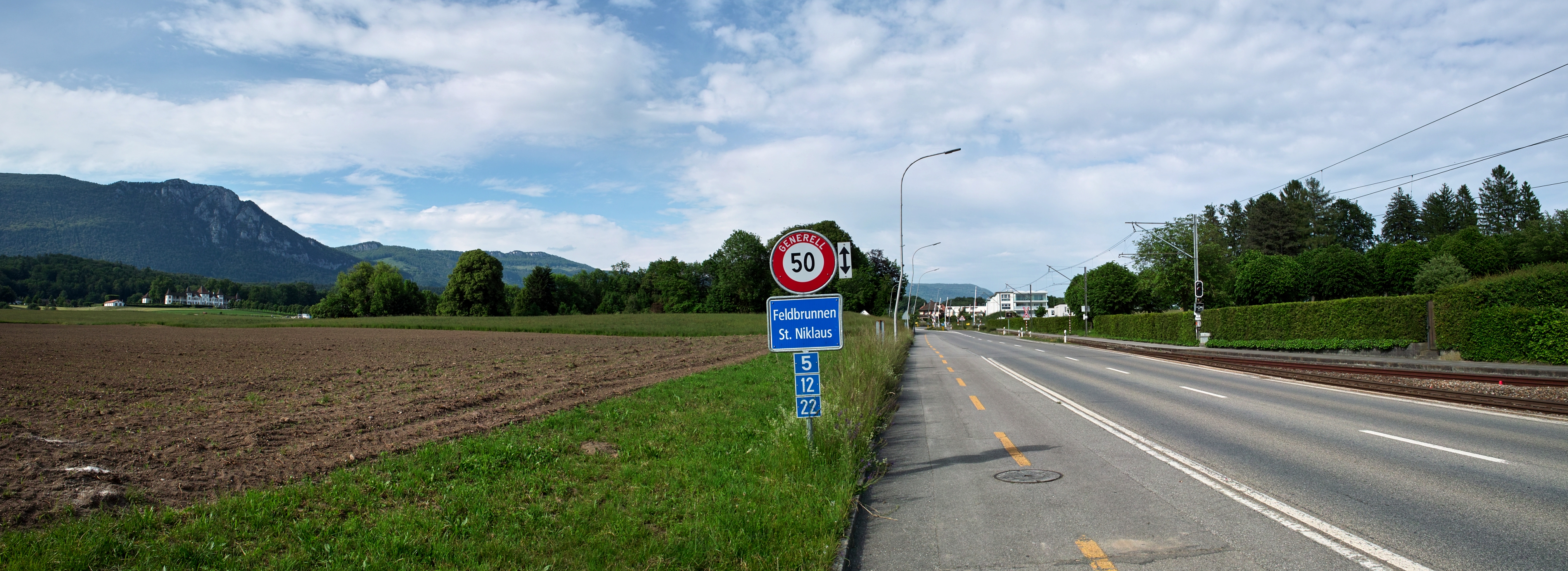
Ortseingang Feldbrunnen

Die Gemeinde ist verkehrstechnisch gut erschlossen. Sie liegt an der Hauptstrasse 5 von Solothurn nach Olten. Der nächste Anschluss an die Autobahn A5 (Solothurn-Biel) befindet sich rund 4 km vom Ortskern entfernt. Am 9. Januar 1918 wurde die Eisenbahnlinie der Solothurn-Niederbipp-Bahn mit einem Bahnhof in Feldbrunnen in Betrieb genommen. Durch die Buslinie der BSU, welche die Strecke von Zuchwil via Solothurn nach Rüttenen bedient, ist auch Sankt Niklaus an das Netz des öffentlichen Verkehrs angebunden.

## Geschichte

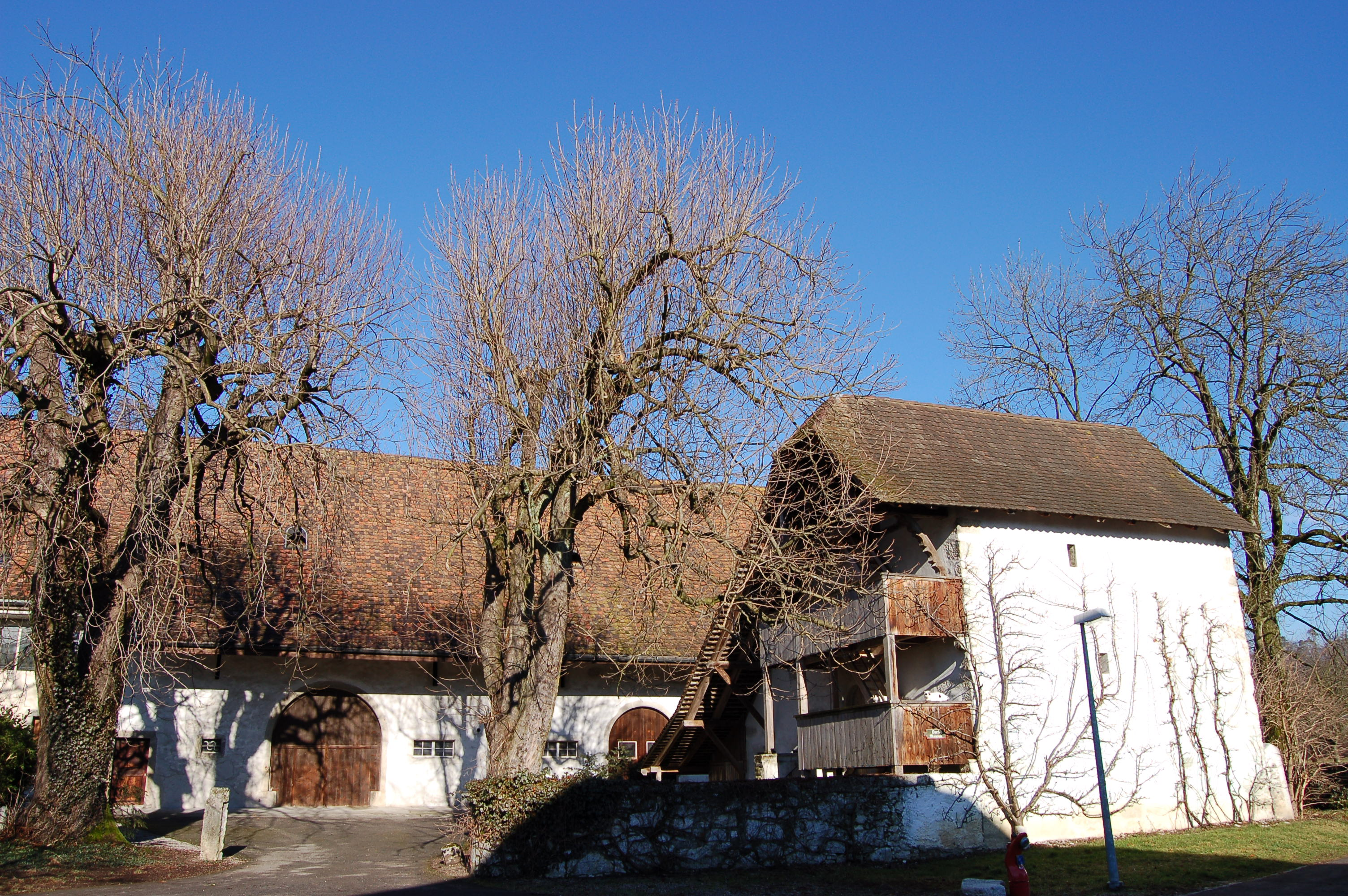
Dorfmuseum Feldbrunnen

Die erste urkundliche Erwähnung einer Ortschaft auf dem heutigen Gemeindegebiet erfolgte 1182, als der Bestand einer Siedlung namens Wedelswile schriftlich dokumentiert wurde. Dieser Weiler bildete den Ursprung von Sankt Niklaus, wurde aber 1375 von den Guglern zerstört. Die wiederaufgebaute Ortschaft wurde in Anlehnung an die Nikolauskapelle nun Sankt Niklaus genannt. Feldbrunnen ist 1319 erstmals als Velbrunnen erwähnt; von 1455 stammt die Bezeichnung Felbrunnen.
Das Gebiet von Sankt Niklaus und Feldbrunnen unterstand im Mittelalter dem Sankt-Ursen-Stift in Solothurn und gelangte 1344 an die Stadt Solothurn, welche fortan sowohl die niedere als auch die hohe Gerichtsbarkeit ausübte. Bis 1720 gehörten beide Dörfer direkt zum alten Stadtbezirk Solothurn. Mit der Ausgrenzung des engeren Stadtbezirks wurden Feldbrunnen und Sankt Niklaus von der Stadt abgetrennt und der Vogtei Flumenthal unterstellt.

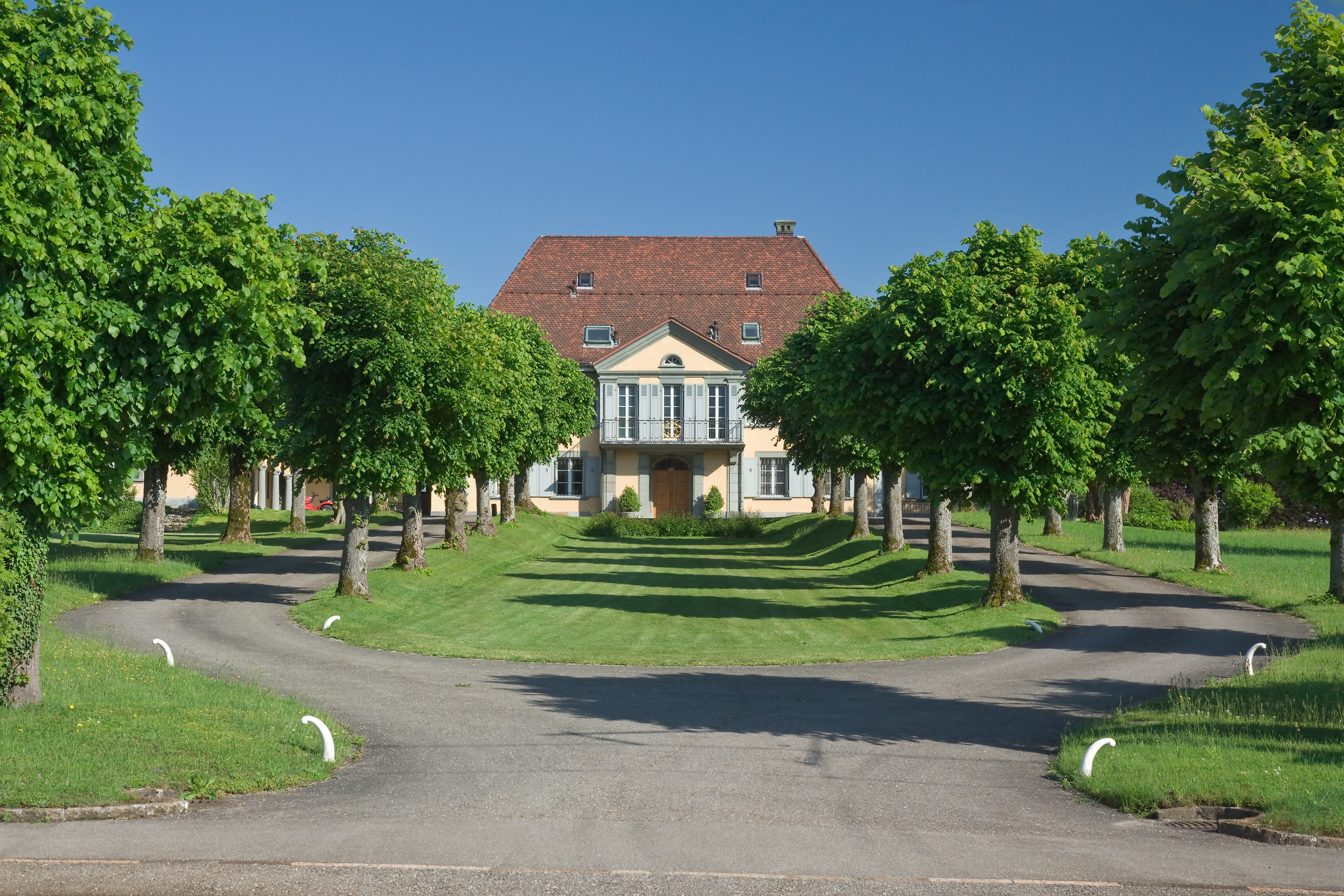
Villa an der Baselstrasse

Nach dem Zusammenbruch des Ancien Régime (1798) gehörten Feldbrunnen und Sankt Niklaus während der Helvetik zum Verwaltungsbezirk Solothurn und ab 1803 zum Bezirk Lebern. Im Rahmen der Neuordnung der politischen Gemeinden 1803 wurden die beiden Dörfer nicht berücksichtigt, weshalb lange Zeit über einen Anschluss an Riedholz diskutiert wurde. Erst 1831 wurde Feldbrunnen-Sankt Niklaus zur politisch selbständigen Gemeinde erhoben. Zweimal, 1865 und zu Beginn des 20. Jahrhunderts, stand ein Anschluss der damals sehr armen Gemeinde nach Solothurn zur Debatte, was jedoch zunächst am Widerstand der Solothurner, später an demjenigen der Dorfbevölkerung scheiterte.

## Sehenswürdigkeiten

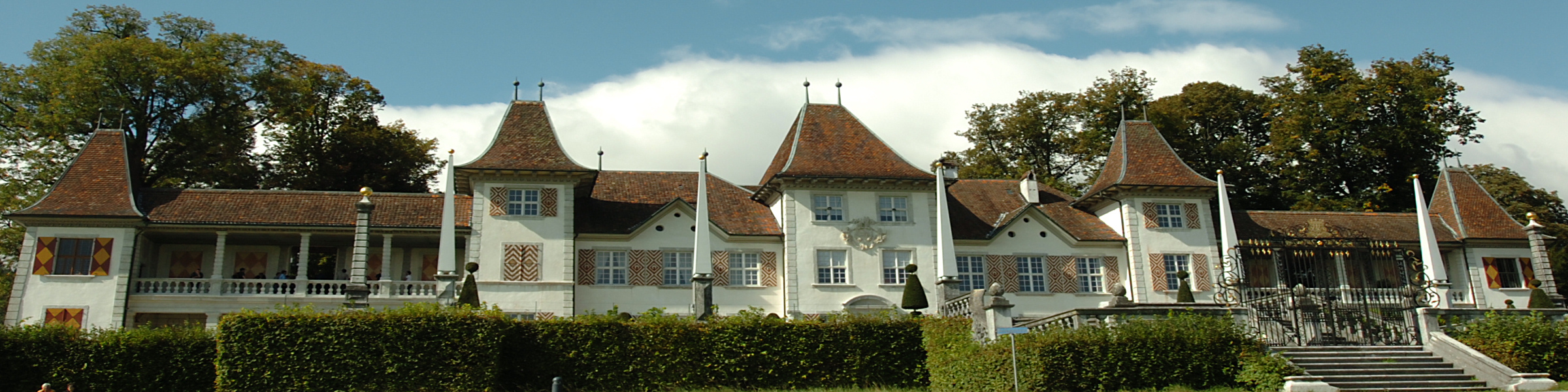
Schloss Waldegg

Zwischen Feldbrunnen und Sankt Niklaus befindet sich das Schloss Waldegg, das zu den schönsten Barockbauten des Kantons gehört. Es wurde von 1682 bis 1690 für Schultheiss Johann Viktor Besenval als Sommersitz erbaut und ist als typisches Solothurner «Türmlihaus» ausgelegt. Das grosse Schloss mit zwei Kapellen, einem Theatersaal und einer bemerkenswerten Innenausstattung aus dem 17. bis 19. Jahrhundert liegt in einem weitläufigen Park. Heute dient das Schloss als Wohnmuseum und ist oft Veranstaltungsort für Ausstellungen und Konzerte.

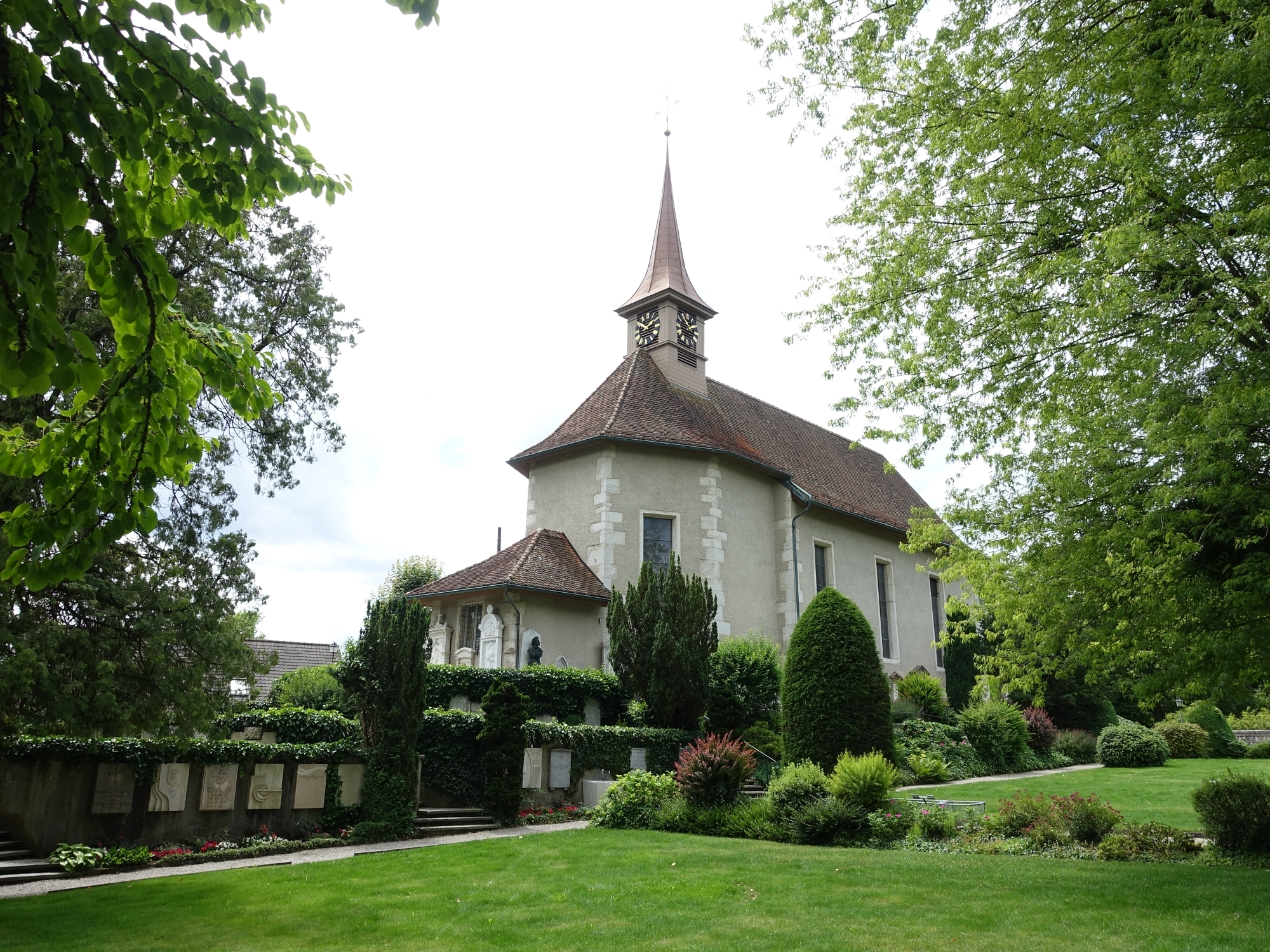
Katholische Kirche. Feldbrunnen-St. Niklaus

Die kleine Kirche beim Friedhof St. Niklaus wird in ihren Ursprüngen im Hochmittelalter datiert. Der jetzige Bau stammt überwiegend aus dem 17. Jahrhundert. Im Innenraum, an den Aussenwänden der Kirche und auf dem Friedhof selbst existieren Grabstätten ehemaliger Solothurner Patrizier-Familien und bekannter Persönlichkeiten, darunter:
- Frank Buchser, Kunstmaler
- Amanz Gressly, Geologe und Paläontologe
- Josef Munzinger, Revolutionär und Politiker
- Josef Reinhart, Schriftsteller
- Franz Josef Schild, Schriftsteller
- Charles Sealsfield, Schriftsteller

## Persönlichkeiten
- Paul Affolter (1917–2005), Oberzolldirektor
- Franz Brunner (1807–1868), Bankier und Politiker
- Frank Buchser (1828–1890), Maler und Abenteurer
- Eliana Burki (1983–2023), Musikerin (Alphorn)
- Erich von Däniken (* 1935), Autor; langjähriger, vor einigen Jahren weggezogener Einwohner Feldbrunnens
- Daniela Ryf (* 1987), Triathletin; lebt in Feldbrunnen

## Wappen
Blasonierung
In Grün weisser Brunnen; im blauen Schildhaupt weisses Schloss mit rotem Dach